# Élections législatives en Autriche
Les élections législatives sont les élections des députés au Conseil national, qui est la chambre basse du Parlement autrichien. 
Elles sont régies par les articles 26 et 27 de la Constitution fédérale de l'Autriche, et par la Loi fédérale de 1992 sur les élections au Conseil national (Bundesgesetz über die Wahl des Nationalrates, dite « NRWO »).
Le Conseil national est composé de 183 députés élus au suffrage universel direct pour un mandat de cinq ans. Ont le droit de vote tous les Autrichiens âgés de seize ans révolus le jour du vote ; sont éligibles ceux qui sont âgés de dix-huit ans révolus. Le mode de scrutin est proportionnel. Les 9 Länder de l'Autriche sont divisés en 43 circonscriptions électorales.

## Historique
- Élections législatives autrichiennes de 1945
- Élections législatives autrichiennes de 1949
- Élections législatives autrichiennes de 1953
- Élections législatives autrichiennes de 1956
- Élections législatives autrichiennes de 1959
- Élections législatives autrichiennes de 1962
- Élections législatives autrichiennes de 1966
- Élections législatives autrichiennes de 1970
- Élections législatives autrichiennes de 1971
- Élections législatives autrichiennes de 1975
- Élections législatives autrichiennes de 1979
- Élections législatives autrichiennes de 1983
- Élections législatives autrichiennes de 1986
- Élections législatives autrichiennes de 1990
- Élections législatives autrichiennes de 1994
- Élections législatives autrichiennes de 1995
- Élections législatives autrichiennes de 1999
- Élections législatives autrichiennes de 2002
- Élections législatives autrichiennes de 2006
- Élections législatives autrichiennes de 2008
- Élections législatives autrichiennes de 2013
- Élections législatives autrichiennes de 2017
- Élections législatives autrichiennes de 2019
- Élections législatives autrichiennes de 2024